# Bijele strijele
Bijele Strijele su zagrebački vokalno instrumentalni sastav, osnovan 1961. godine.
Sastav se uz rock and roll veže za dosta toga prvog: prva ploča, prvi festival, te prve beat(les) snimke. 1962. godine odlaze u Jugotonov studio u Dubravi, te u naredne dvije godine snimaju šest samostalnih izdanja, tri EP-a i tri singla (treći su snimili zajedno sa sastavom 4M)

## Povijest sastava

### Počeci
U početku su jednostavno prepjevavali uspješnice tada vrlo popularnih britanskih pop idola, Cliffa Richarda, The Shadowsa i The Beatlesa, a tek kasnije su došli do faze skladanja vlastitih pjesama.
Bili su prvi sastav u bivšoj Jugoslaviji koji ima vlastite pjesme, i koje publika traži. EP ploča koju su snimili 1963. za zagrebački Jugoton s pjesmama: Svi trče oko Sue (Run around Sue), Rastanak (Sealed with Kiss), Strijele (The Wanderer), bio je prvi pravi beat nosač zvuka u bivšoj državi.

### Stil
Stil sastava je bio mješavina tada vrlo popularnih glazbenih novotarija: beata s ranim rock'n'rollom i twistom, to je bio nepatvoreni zvuk električnih gitara s mladenačkim vokalima.

### Postava
Postava sastava je bila pomalo neuobičajena, dvije gitare, tri pjevača, bas, bubnjar i klavir. Sastav je počeo nastupati u sastavu; Vladimir Rubčić - Rubac, Ranko Bačić - Rana i Milan Gelb - Miki (pjevači), Mario Škrinjarić - Braco (bubnjevi), Ivica Banfić - Banfa (bas-gitara), Zlatko Tretinjak - Treta (ritam gitara), Zlatko Sović - Sova (solo gitara), Davor Susić (klavir), tokom vremena kroz grupu su prodefilirali još Ivica Balić - Braco (pjevač, klavir), Predrag Drezga - Dodo (bubnjevi), Željko Ilić (bas-gitara) i Ignac Pavković (gitara).
Bijele strijele raspale su se 1966. godine jer se nisu mogle prilagoditi promjenama koje su se desile pojavom "čupavih" sastava i novim glazbenim trendovima.

## Diskografija
- Svi trče oko Sue (Run around Sue), Rastanak (Sealed with Kiss), Strijele (Wanderer) EP Jugoton (1963.)
- Platno, boje, kist i twist, Ti si moje proljeće (s vokalnom grupom 4M), Jugoton (1963.)
- Divan krajolik (Wonderful land), Ne trči (Walk, don't run), Jugoton (1963.)
- Prilika za ljubav (Take a Chance on Love), Madison, Doviđenja (So long baby), Lađica (Lodka) EP Jugoton (1963.)
- Mrzim taj dan (Unchain my Heart), Ritam i želje, Jugoton (1963.)
- Izvorne snimke (CD) Croatia Records (1994.)